# Hija de la laguna
Pour plus de détails, voir Fiche technique et Distribution.
Hija de la laguna (La Fille de la lagune) est un film documentaire péruvien du réalisateur Ernesto Cabellos Damián sorti en 2015. Il est consacré à la lutte pour l'eau de Nélida Ayay Chilón et des communautés paysannes contre l'industrie minière en Amérique du Sud.

## Résumé
Nélida est une jeune fille de la campagne de Cajamarca qui communique avec la Nature. Elle se sent comme la fille des lagunes dont dépend la vie de sa communauté. Mais juste en dessous de la lagune de Conga, Yanacocha, la corporation minière la plus importante d'Amérique latine, a découvert un filon d'or dont la valeur s'estime en milliards de dollars. L'entreprise compte avec l'appui du gouvernement du Pérou, malgré le fait que ce projet détruira les lagunes. 
Bien qu'une partie de la population soit favorable à l'activité minière, la majorité des paysans de la zone s'opposent à ce projet car ils craignent de se retrouver sans eau. Une femme en particulier, Máxima Acuña de Chaupe, refuse de quitter ses terres malgré les menaces de Yanacocha. Alors que les protestations se font de plus en plus fortes, le gouvernement d'Ollanta Humala décrète l'état d'urgence à Cajamarca et réprime par la violence les manifestations, au cours desquelles la police tue 5 personnes. Marco Arana, un ex prêtre et mentor de Nélida, est brutalement arrêté par la police alors qu'il manifeste pacifiquement, assis sur un banc. 
Quand Nélida se joint à la Marche pour l'eau, depuis son Cajamaca natal jusqu'à Lima, elle se rend compte qu'elle n'est pas seule. Ce sont en fait des milliers de personnes qui veulent protéger les ressources hydriques des Andes. 
Le film montre deux histoires en parallèle de celle de Nélida. La première est celle d'un groupe de femmes boliviennes qui raconte comment leur village s'est retrouvé sans eau à cause de l'activité minière. La seconde est celle de Bibi van der Velden, une joaillière hollandaise qui va faire le voyage jusqu'à la forêt tropicale péruvienne pour découvrir comment sont extraits les pierres précieuses et l'or qu'elle utilise dans ses collections.  
A Cajamarca, le conflit se poursuit et l'on voit comment 150 policiers s'apprêtent à déloger une manifestation pacifique autour des lagunes. Nélida appelle les journalistes de la ville pour leur en faire part et prie la Mère Nature de lui venir en aide. La pluie qui se met à tomber déroute les policiers qui s'en vont. Cependant la participation de Nélida contre Yanacocha n'est pas sans conséquence puisque son père perd son travail à la mine.

## Fiche technique
- Réalisation : Ernesto Cabellos Damián
- Production : Núria Frigola Torrent
- Producteurs exécutifs : Ernesto Cabellos Damián et Ricardo Cabellos Damián
- Edition : Antolín Prieto
- Direction de la photografie : Carlos Sanchez Giraldo, Jessica Steiner et Miguel Hilari Sölle
- Son : José Balado Diaz
- Musique : Martin Choy-Yin
- Couleurs : Jorge Sabana Padilla
- Post-production : DCP GUARANGO
- Dates de sortie :
  - Pérou : 27 août 2015 dans les salles
  - France : 2 mai 2017 en VOD[2]

## Distribution
- Nélida Ayay Chilón : elle-même

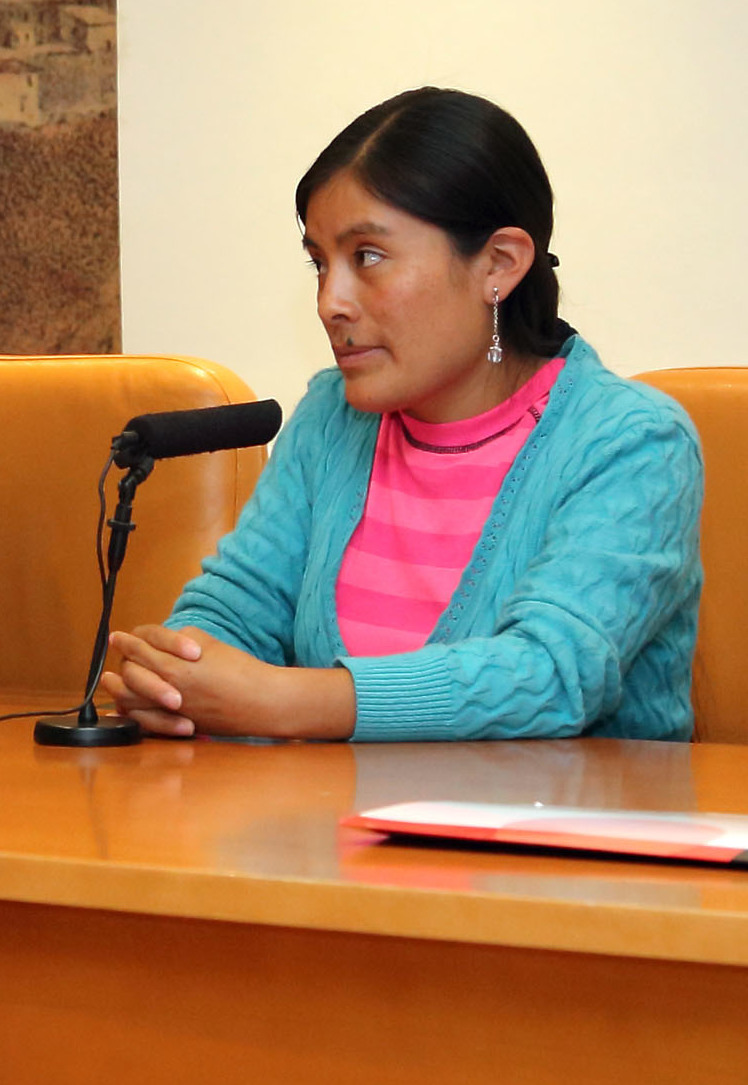
Nélida Ayay Chilón lors d'un débat accompagnant la projection du film en 2016.

- Máxima Acuña de Chaupe : elle-même
- Marco Arana : lui-même
- Bibi van der Velden : elle-même

## Contexte
Le projet minier Conga, de l'entreprise Yanacocha, pourrait constituer la plus grande mine d'or d'Amérique Latine.
Les conflits pour l'eau avec l'industrie minière sont importants dans les Andes péruviennes. Environ la moitié de la province de Cajamarca est sous concession minière alors qu'une grande partie de sa population vit de l'agriculture et de l'élevage.
Le 4 décembre 2011, le président péruvien Ollanta Humala déclare l'état d'urgence pendant 60 jours dans la province de Cajamarca,.

## Critiques
Le film est un grand succès à sa sortie dans les salles péruviennes.
Il fait partie de la sélection officielle du festival Hot Docs 2015.